# Akihiko Shiota
Akihiko Shiota (塩田 明彦, Shiota Akihiko) (nascut l'11 de setembre de 1961 a Maizuru (Kyoto) és un director de cinema i guionista japonès.

## Carrera
Shiota va assistir a la Universitat de Rikkyo, on va estar en un cineclub amb altres estudiants com Makoto Shinozaki i Shinji Aoyama i va començar a rodar en 8mms en la tradició d'altres estudiants de Rikkyo com Kiyoshi Kurosawa. Les seves pel·lícules realitzades de manera independent van ser reconegudes al Festival de Cinema de Pia i va començar a escriure crítica cinematogràfica i a treballar com a assistent de Kurosawa i altres cineastes. També va estudiar guió amb Atsushi Yamatoya, que va escriure escenaris per a Seijun Suzuki, i va treballar com a director de fotografia per a pel·lícules de Takayoshi Yamaguchi.
Les seves dues primeres pel·lícules com a director, Gekko no Sasayaki i Dokomademo ikō, es van estrenar el 1999 i es van guanyar Shiota, el Premi del Gremi de Directors del Japó al director novell. Dokomademo ikō també va guanya el premi del jurat al Festival dels Tres Continents. Gaichū (2002) es va projectar al Festival de Cinema de Venècia i va guanyar dos premis més al Festival Tres Continents. La seva primera gran pel·lícula comercial, Yomigaeri, va ser la quarta pel·lícula japonesa més taquillera del 2003. Kanaria, la seva pel·lícula de 2005 inspirada en els assassinats d'Aum Shinrikyo el 1995, va guanyar el primer premi a el Raindance Film Festival. Dororo, basat en el manga d’Osamu Tezuka, va ser la vuitena pel·lícula japonesa més taquillera del 2007.

## Estil i influència
En una entrevista a San Francisco Bay Guardian, Shiota va parlar de les seves influències: "Sam Peckinpah, Robert Aldrich i Don Siegel eren directors que jo havia admirat com a déus. de pel·lícules des que estava a l'escola primària […] Pel que fa a les pel·lícules amb joves com a protagonistes, m'encanten les obres de Vitali Kanevski, el cineasta rus […] Richard Fleischer i Joseph Losey."

## Filmografia
- Gekko no Sasayaki (1999)
- Dokomademo ikō (1999)
- Gips (2001)
- Gaichū (2002)
- Yomigaeri (2003)
- Kanaria (2005)
- Kono mune ippai no ai wo (2005)
- Dororo (2007)
- Dakishimetai: Shinjitsu no Monogatari (2014)
- Kaze ni nureta onna[11] (2016)
- Sayonara kuchibiru (2019)
- The World with Maki (2022)[12]
- Shunga sensei (2023)[13]